# جبل مازما
جبل مازما هو بركان مركب في ولاية أوريغون الأمريكية.